# NGC 3081
NGC 3081 é uma galáxia espiral barrada (SB0-a) localizada na direcção da constelação de Hydra. Possui uma declinação de -22° 49' 34" e uma ascensão recta de 9 horas, 59 minutos e 29,5 segundos.
A galáxia NGC 3081 foi descoberta em 21 de Dezembro de 1786 por William Herschel.